# Tallulah
Tallulah é uma cidade localizada no estado americano de Luisiana, na Paróquia de Madison.

## Demografia
Segundo o censo americano de 2000, a sua população era de 9189 habitantes.
Em 2006, foi estimada uma população de 8042, um decréscimo de 1147 (-12.5%).

## Geografia
De acordo com o United States Census Bureau tem uma área de
7,0 km², dos quais 7,0 km² cobertos por terra e 0,0 km² cobertos por água. Tallulah localiza-se a aproximadamente 23 m acima do nível do mar.

## Localidades na vizinhança
O diagrama seguinte representa as localidades num raio de 32 km ao redor de Tallulah.